# The Night We Met (canção de Lord Huron)
 "The Night We Met " é uma canção gravada pela banda americana Lord Huron para seu segundo álbum de estúdio, Strange Trails (2015). Após sua inclusão na série de televisão americana 13 Reasons Why (2017), "The Night We Met" entrou nas paradas em vários países, incluindo na Austrália, Canadá, França, Reino Unido e Estados Unidos. A canção também foi certificada como Platinum pela Recording Industry Association of America.

## Gráficos
| Gráfico (2017-2018)               | Posição |
| --------------------------------- | ------- |
| Austrália (ARIA)                  | 78      |
| Bélgica (Ultratop 50 Flanders)    | 44      |
| Bélgica (Ultratip Wallonia)       | 14      |
| Canadá (Canadian Hot 100)         | 58      |
| França (SNEP)                     | 90      |
| Escócia (Official Charts Company) | 28      |
| Irlanda (IRMA)                    | 60      |
| Suécia (Sverigetopplistan)        | 83      |
| Suíça (Shweizer Hitparade)        | 74      |
| UK Singles                        | 77      |
| EUA Billboard Hot 100             | 84      |
| EUA Adult Alternative Songs       | 7       |
| EUA Alternative Songs             | 23      |
| EUA Hot Rock Songs                | 5       |

## Cultura popular
- A música  é usada no 5º episódio da quarta temporada de The Affair on Showtime, no 22º episódio da segunda temporada de The Originals, da The CW, no 18º episódio da primeira temporada de The Flash, no 4º episódio da segunda temporada de The Night Shift da NBC, e no 5º episódio da primeira temporada de 13 Reasons Why, e novamente no 13º episódio da segunda temporada.